# علم الجناية
علم الجناية أو علم الجريمة (بالإنجليزية: Crime Science) هو دراسة الجريمة في سبيل منع وقُوعها. وهنالك ميزات عدة تميز علم الجريمة عن علم الإجرام، وهي التوجه الفكري لتقطيع الجريمة بدلًا من دراسة الجريمة بعينها، وبناءً على ذلك يجري التركيز على الجريمة بدلًا من المجرمين، ويكون متعدد التخصصات، لاسيما في توظيف المناهج العلمية بدلًا من الاعتماد على النظريات الاجتماعية.

## التعريف
يتضمن علم الجريمة تطبيق المنهجيات العلمية لمنع أو تقليل الاضطرابات الاجتماعية وإيجاد طرق أفضل تمنع، وتكشف، وتحُل الجرائم. يدرس علم الجريمة الأحداث المتعلقة بالجريمة، وكيفية نشوئها، وطرائق منعها. من طريق محاولة فهم البيئة التي يحدث فيها السلوك الإجرامي المخالف، وما يؤثر في خيارات الجاني للإساءة في مناسبات معينة، بدلًا من تفسير سبب إساءة الجاني. يقدم علم الجريمة نهجًا تجريبيًا يتضمن -غالبًا- الدراسة بالملاحظة (الدراسة الرصدية)، وشبه التجربة والتجربة المضبوطة المعشّاة؛ وذلك لتحديد أنماط السلوك المخالفة، والعوامل التي تؤثر في السلوك الإجرامي المخالف وفي الجريمة. يشمل النهج متعدد التخصصات ممارسين من مختلف المجالات، مثل الشرطة، والجغرافيا، والتنمية الحضرية، والرياضيات، والإحصاء، والتصميم الصناعي، وهندسة البناء، والعلوم الفيزيائية، والعلوم الطبية، والاقتصاد، وعلوم الكمبيوتر، وعلم النفس، وعلم الاجتماع، وعلم الجريمة، والطب الشرعي، والقانون، والإدارة العامة.

## التاريخ
صُمم علم الجريمة في المملكة المتحدة من قبل الإعلامي البريطاني نيك روس في أواخر 1990 بتشجيع من مفوض شرطة العاصمة آنذاك، السير جون ستيفنز والبروفيسور كين بيز. وذلك بدافع القلق من أن علم الجريمة التقليدي والخطاب السياسي الأرثوذكسي وقتئذٍ لم يقدموا سوى القليل للتأثير في انحسار الجريمة والحد من تدفقها. وصف روس علم الجريمة بأنه «فحص لسلسلة الأحداث التي تؤدي إلى الجريمة من أجل قطع الحلقة الأضعف».

## معهد جيل داندو لعلوم الجريمة
التجسيد الأول لعلم الجريمة كان عبر إنشاء معهد جيل داندو من قبل نيك روس، في كلية لندن الجامعية. لعكس قاعدته التأديبية الواسعة وانفصاله عن حقل علم الاجتماع المسيسة بعلامة علم الإجرام. أنشأ المعهد في كلية علوم الهندسية مع تزايد علاقته مع العلوم الفزيائية -مثل الفيزياء والكيمياء- مع الاعتماد على الحقول الأخرى، مثل الإحصاء، والتصميم البيئي، وعلم النفس، والطب الشرعي، والشرطة، والاقتصاد، والجغرافيا.
نمى معهد جيل داندو بسرعة، وأنتج إدارة جديدة للأمن وعلوم الجريمة، التي طورت نفسها إلى واحدة من أكبر الإدارات من نوعها في العالم، وأيضًا رسخت نفسها باعتبارها شركة رائدة على مستوى العالم في رسم خرائط الجريمة، وتدريب محللي الجريمة (محللي الجريمة المدنيين الذين يعملون لدى الشرطة)، وكان مركزها الخاص بعلوم الطب الشرعي مؤثرًا في فضح العلوم التي فشلت في الكشف الجنائي[بحاجة لمصدر]، وأنشأت أول مختبر بيانات آمن في العالم لتأمين وتحليل أنماط الجريمة وعينت أول بروفيسور في العالم للجرائم المستقبلية، ويتمثل دوره بمسح الأفق للتنبؤ بتحديات الجريمة في المستقبل وإحباطها.[بحاجة لمصدر]

## مركز أبحاث التصميم ضد الجريمة
نما فرع آخر من علم الجريمة وذلك من طريق الجمع بين علم الجريمة وعلم التصميم.[بحاجة لمصدر] تأسس في كلية سانت مارتينز المركزية للفنون (مركز أبحاث يركز على دراسة كيفية استخدام التصميم أداةً لمكافحة الجريمة)، وسُمي بمركز أبحاث التصميم ضد الجريمة. ظهر فيها العديد من التصاميم العلمية المخصصة للحد من السرقة، مثل الكراسي التي تحتوي على شماعة لتعليق الأكياس بالقرب من الناس، أو الدرجات الهوائية قابلة للطي، التي يمكن تعليقها على الاعمدة الثابتة منعًا لتعرضها للسرقة.[بحاجة لمصدر]

## الشبكة الدولية لعلوم الجريمة
أنشِئت شبكة دولية لعلوم الجريمة في عام 2003، بدعم من مجلس أبحاث العلوم الهندسية والفيزيائية. ومنذ ذلك الحين فُسِر مصطلح علم الجريمة بنحو مختلف، وأحيانًا بتعبير مختلف عن تعبير روس الأصلي المنشور في عام 1999.[بحاجة لمصدر]